# Pachyanthidium ausense
Pachyanthidium ausense là một loài Hymenoptera trong họ Megachilidae. Loài này được Mavromoustakis mô tả khoa học năm 1934.